# 阿卜杜勒拉赫曼·费汉
阿卜杜勒拉赫曼·费汉（阿拉伯语：‎，1986年6月24日—）是一名科威特男子射击运动员，主攻飞碟项目，他在2001年开始练习射击。2016年，他在奥运射击亚洲预选赛上获得同年进行的里约奥运的参赛资格。由于科威特于2015年被国际奥林匹克委员会制裁，他和另外8名科威特运动员只能以独立奥林匹克运动员的身份参加该届奥运。在该届奥运期间他参加了不定向飞靶的比赛，最终他以预赛第14名的成绩无缘下一轮比赛。